# Protocol d'Internet
El protocol d'Internet (en anglès Internet Protocol), abreviat IP, és un protocol no orientat a connexió usat tant per l'origen com per la destinació de la comunicació de dades a través d'una xarxa de paquets commutats no fiable de millor lliurament possible sense garanties.
Les dades en una xarxa basada en IP són enviades en blocs coneguts com a paquets o datagrames (en el protocol IP aquests termes se solen usar indistintament). En particular, en IP no es necessita cap configuració abans que un equip intenti enviar paquets a un altre amb el qual no s'havia comunicat abans.
IP té d'un servei de datagrames no fiable, ho farà el millor possible però garanteixen poc. IP no té cap mecanisme per determinar si un paquet arriba o no al seu destí i únicament proporciona seguretat (amb checksums o sumes de comprovació) des de les capçaleres i no de les dades transmeses. Per exemple, en no garantir res sobre la recepció del paquet, aquest podria arribar danyat, en un altre ordre pel que fa a altres programes duplicat o simplement no arribar. Si es necessita fiabilitat, aquesta és proporcionada pels protocols de la capa de transport, com TCP.
Si la informació a transmetre (datagrames) supera la mida màxima "negociada" (MTU) en el tram de la xarxa per la que va a circular podrà ser dividia en paquets més petits, i encapsulada després quan sigui necessari. Aquests fragments podran anar cada un per un camí diferent depenent de com estiguin de congestionades les rutes en cada moment.
IP és un protocol de la capa de xarxa. Serveix per identificar unívocament tots els ordinadors de la xarxa mitjançant una adreça IP de l'estil 192.168.5.44. És el protocol que es fa servir a la Internet, i que li dona el nom. El primer Protocol encara molt utilitzat és l'IPv4, tot i que el seu successor, l'IPv6, està desenvolupat. A poc a poc internet esgota totes les adreces disponibles, per això es fa servir el IPv6 que utilitza adreces de font i destí de 128 bits els quals assignen a cada mil·límetre quadrat de la superfície de la terra l'extraordinària xifra de 670.000 milions d'adreces ip, moltes més adreces que l'IPv4 amb 32 bits. Les versions de la 0 a la 3 són reservades o no van ser utilitzades. La versió 5 serveix per un protocol experimental. Es van assignar altres números per a protocols experimentals, però no s'han utilitzat gaire.

## Serveis que proporciona IP
Sí bé les capes inferiors Ethernet, ATM, FDDI, Wi-Fi, token ring, ja disposen d'adreça, aquestes són diferents entre si. Per tant, IP serveix per homogeneïtzar-les i fer que siguin transparents a les capes superiors. Permeten així que Internet sigui independent de la tecnologia de la xarxa subjacent.

## Adreçament i encaminament IP
Potser els aspectes més complexos d'IP són l'adreçament i l'encaminament. L'adreçament fa referència a la manera en què s'assigna una adreça IP i com es divideixen i s'agrupen en subxarxes d'equips.
L'encaminament consisteix a trobar un camí que connecti una xarxa amb una altra i, encara que és portat a terme per tots els equips, és realitzat principalment per encaminadors, que no són més que ordinadors especialitzats a rebre i enviar paquets per diferents interfícies de xarxa, així com proporcionar opcions de seguretat, redundància de camins i eficiència en la utilització dels recursos.

### Adreça IP
Una adreça IP és un número que identifica de manera lògica i jeràrquicament a una interfície d'un dispositiu (habitualment un ordinador) dins d'una xarxa que utilitzi el protocol d'Internet (Internet Protocol), que correspon al nivell de xarxa o nivell 3 del model de referència OSI. Aquest nombre no s'ha de confondre amb l'adreça MAC que és un nombre físic que és assignat a la targeta o dispositiu de xarxa (ve imposada pel fabricant), mentre que l'adreça IP es pot canviar.
L'usuari en connectar des de casa a Internet utilitza una adreça IP. Aquesta adreça pot canviar al reconnectar. A la possibilitat de canvi d'adreça de la IP s'anomena adreça IP dinàmica .
Els llocs d'Internet que per la seva naturalesa necessiten estar permanentment connectats, generalment tenen una adreça IP fixa (IP fixa o IP estàtica), és a dir, no canvia amb el temps. Els servidors de correu, DNS, FTP públics, servidors web, convé que tinguin una adreça IP fixa o estàtica, ja que d'aquesta forma es facilita la seva ubicació.
Les màquines manipulen i jerarquitzen la informació de forma numèrica, i són altament eficients per fer-ho i ubicar adreces IP. No obstant això, els éssers humans hem d'utilitzar una altra notació més fàcil de recordar i utilitzar, per això les adreces IP poden utilitzar un sinònim, anomenat nom de domini (Domain Name), per convertir els noms de domini en adreces IP, s'utilitza la resolució de noms de domini DNS.
Existeix un protocol per assignar adreces IP dinàmiques anomenat DHCP (Dynamic Host Configuration Protocol).

### Encaminament
En comunicacions, l'encaminament (també conegut per l'anglicisme enrutament) és el mecanisme pel qual en una xarxa els paquets d'informació es fan arribar des del seu origen al seu destí final, seguint un camí o ruta a través de la xarxa. En una xarxa gran o en un conjunt de xarxes interconnectades el camí a seguir fins a arribar a la destinació final pot suposar transitar per molts nodes intermedis.
Associat a l'encaminament existeix el concepte de mètrica, que és una mesura del "bo" que és utilitzar un camí determinat. La mètrica pot estar associada a diferents magnituds: distància, cost, retard de transmissió, nombre de salts, etc., o inclús a una combinació de diverses magnituds. Si la mètrica és el retard, és millor un camí el qual el seu retard sigui menor que el de l'altre. L'ideal en una xarxa és aconseguir l'encaminament òptim: tenir camins de distància (o cost, o retard, o la magnitud que sigui segons la mètrica) mínims. Típicament l'encaminament és una funció implantada a la capa 3 (capa de xarxa) del model de referència OSI.

## Vulnerabilitats
El protocol d'Internet és vulnerable a una gran varietat d'atacs diferents. Es va dur a terme una avaluació a fons de la vulnerabilitat del protocol, juntament amb un seguit de mesures de mitigació proposades, que es va publicar l'any 2008; actualment s'està duent a terme dins la IETF.